# Psacothea
Psacothea is een kevergeslacht uit de familie van de boktorren (Cerambycidae). De wetenschappelijke naam van het geslacht werd voor het eerst geldig gepubliceerd in 1888 door Gahan.

## Soorten
Psacothea omvat de volgende soorten:
- Psacothea hilaris (Pascoe, 1857)
- Psacothea nigrostigma Wang, Chiang & Zheng, 2002
- Psacothea rubra Gressitt, 1938